# Trios de corda (Schubert)

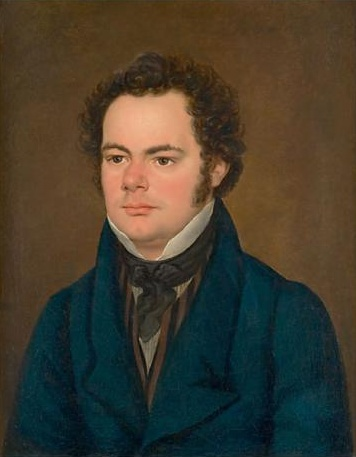
Franz Schubert, va pintar per Anton Depauly, c. 1827

Franz Schubert va escriure tres Trios de corda –per a violí, viola i violoncel–, tots en la tonalitat de si bemoll major. Del Trio de corda, D 111A, compost el 1814, només existeixen uns quants compassos. El Trio de corda, D 471, compost el 1816, consta d'un primer moviment complet i un segon moviment incomplet. El darrer, el Trio de corda, D 581, compost el 1817, consta de quatre moviments; d'ell existeixen dues versions.

## Trio de corda en si bemoll major, D 111A
Compost el setembre de 1814, d'ell només existeixen uns quants compassos d'un moviment Allegro. El fragment apareix imprès en el Nou Schubert Edició.

## Trio de corda en si bemoll major, D 471
Schubert el va començar a compondre el setembre 1816, però només va acabar el primer moviment. El 1890, aquest moviment era l'únic contingut de la Sèrie VI, Trio für Streichinstrument de l'Alte Gesamt-Ausgabe, i com a tal fou reeditat per Dover Editions el 1965. El segon moviment inacabat fou publicat primer el 1897, en el primer volum del Revisionsbericht de l'Alte Gesamt-Ausgabe.

### Moviments
1. Allegro, compàs 4/4 en la forma sonata
2. Andante sostenuto, 3/4 (fragment)

## Trio de corda en si bemoll major, D 581
Schubert va escriure aquest trio de corda dins setembre 1817, i consisteix en quatre moviments. L'any 1897, l'Alte Gesamt-Ausgabe va publicar aquest trio com a núm. 5 en la Sèrie XXI: Suplement, Volum 1. Ambdues versions d'aquest trio de corda el 1981 van ser publicades en la Sèrie VI, Volum 6 del Nou Schubert Edició.
1. Allegro moderato, 4/4
2. Andante, 6/8
3. Menuetto: Allegretto, 3/4
4. Rondó: Allegretto, 2/4